# Иоланда Анжуйская (герцогиня Лотарингии)
Иоланда Анжуйская (2 ноября 1428 — 23 марта 1483) — герцогиня Лотарингии с 1473 года и Бара с 1480 года. Из-за нескольких титулов известна как Иоланда Лотарингская и Иоланда Анжуйская.
Старшая сестра Маргариты Анжуйской, королевы Англии. Дочь Изабеллы Лотарингской и Рене Анжуйского.

## Правление
В 1473 году, после смерти племянника Николя, Иоланда унаследовала герцогство Лотарингия, но вскоре передала своему сыну Рене. В 1480 году, после смерти отца, сделала то же самое с Герцогством Бара.

## Брак и дети
В 1445 году вышла замуж за своего кузена Фредерика II Водемонского. Их брак был династическим союзом, организованным, чтобы положить конец спору, который существовал между Рене Анжуйским и отцом Ферри, Антуаном де Водемоном, относительно преемственности княжества Лотарингии.
Дети:
- Рене II Лотарингский (1451—1508), герцог Лотарингии. 1 сентября 1485 года вторым браком женился на Филиппе д’Эгмонт. Их правнучкой была Мария Стюарт;
- Николя, барон де Жуанвиль, умер в 1476 году;
- Пьер, умер в 1451 году;
- Жанна (1458—1480), с 1474 года замужем за Карлом IV, герцогом Анжуйским;
- Иоланда, умерла в 1500 году, замужем за Вильгельмом II, ландграфом Гессенским;
- Маргарита (1463—1521), замужем за герцогом Алансонским Рене (1454—1492). Их правнуком был Генрих Наваррский, король Франции.

## В культуре
- Стала прообразом главной героини пьесы Генрика Герца «Дочь короля Рене» и заглавной героини основанной на этой пьесе оперы П. И. Чайковского «Иоланта».